# Ewald Kiel
Ewald Kiel (* 27. Februar 1959) ist ein deutscher Schulpädagoge und Hochschullehrer.

## Leben
Ewald Kiel ist der Sohn des gleichnamigen Lehrers an der Volksschule in Fürstenberg an der Weser. Nach dem Besuch der Volksschule in Fürstenberg und des König-Wilhelm-Gymnasium Höxter studierte Kiel zunächst Deutsch und Geschichte und später Erziehungswissenschaften. Er legte das 1. Staatsexamen für das gymnasiale Lehramt ab. Nach einem Studium der Angewandte Sprachwissenschaft an der University of California, Los Angeles, folgte das 2. Staatsexamen für das Lehramt.
Es folgten Promotion und Habilitation. Seit 2004 ist er Professor für Schulpädagogik an der Ludwig-Maximilians-Universität München.
Kiel beschäftigt sich u. a. mit der Entwicklung und Umsetzung einer neuen Ausbildungskonzeption für Lehramtsstudenten an der LMU München sowie mit Arbeiten zum Lernaufgabendesign. Er ist Gutachter für den Europarat zur Entwicklung osteuropäischer Schulsysteme, insbesondere in Kroatien, Bosnien-Herzegowina und der Ukraine.
Um die Kompetenz von Lehrkräften bei einer effektiven Klassenführung zu stärken sowie Stresssituationen und Belastungen zu verringern, stellte Kiel das PAUER-Modell vor. Das Wort PAUER ergibt sich dabei als Akronym der fünf Ankerpunkte: Präsenz, Aktivierung, Unterrichtsfluss, Empathie und Regeln.